# Mine de zinc de McArthur River
Ne doit pas être confondu avec Mine d'uranium de McArthur River.
La mine de McArthur River est une mine à ciel ouvert et souterraine de zinc située dans le Territoire du Nord en Australie,.